# Madeleine Berthod
Madeleine Berthod, född 1 februari 1931 i Château d'Oex i Vaud, är en schweizisk före detta alpin skidåkare.
Berthod blev olympisk mästare i störtlopp vid vinterspelen 1956 i Cortina d'Ampezzo.